# Alessandro Alunni Bravi
Alessandro Alunni Bravi (* 23. November 1974 in Umbertide) ist ein italienischer Jurist und Manager. Er ist seit Februar 2025 Manager bei McLaren.

## Kindheit
Alunni Bravi wurde in Umbertide, Italien, geboren und wuchs in Passignano sul Trasimeno auf. Alunni Bravi war von klein auf ein Rennsportfan und besuchte als Kind oft das nahe gelegene Autodromo dell’Umbria. Im Jahr 1999 schloss er sein Studium des Zivilrechts an der Universität Perugia ab und arbeitete anschließend zwei Jahre lang als Lehrbeauftragter im Fachbereich Recht.

## Karriere
Alunni Bravi begann als Rechtsberater für Motorsportteams, Fahrer, Athleten und Sportveranstaltungsunternehmen zu arbeiten. Zwischen 2002 und 2003 übernahm er die Rolle des Geschäftsführers und Teammanagers von Coloni Motorsport, das an der Formel 3000 teilnahm. Anschließend wechselte Alunni Bravi zur WRC Rally Italia Sardinia, wo er zwei Saisons lang als General Manager fungierte. Von 2005 bis 2008 war er Teamchef und Geschäftsführer von Trident Racing, das 2006 in der damaligen GP2-Serie debütierte. In den folgenden Jahren begann Alunni Bravi eine Zusammenarbeit mit All Road Management und übernahm die Rolle des General Counsel für ART Grand Prix, Spark Racing Technology und Birel ART. Im Jahr 2016 gründete er seine eigene Managementfirma Trusted Talent Management, zu deren Kunden Stoffel Vandoorne sowie Robert Kubica, Christian Lundgaard und Gianmaria Bruni zählen.
Seit Juli 2017 ist Alunni Bravi Vorstandsmitglied und General Counsel der Sauber Group. Im März 2022 wurde er zum Geschäftsführer ernannt, der die Bereiche Marketing, Kommunikation, Vertrieb, Recht und Finanzen der Unternehmensgruppe verantwortet.
Zu Beginn der Saison 2023 wurde Alunni Bravi in die zusätzliche Position des „Teamvertreters“ des Alfa Romeo F1 Teams berufen. Im Januar wurde bekannt, dass er das Team verlässt und am 1. Februar 2025 das Amt des Chief Business Affairs Officer bei McLaren Racing übernehmen werde.